# Манојлово четворојеванђеље
Манојлово четворојеванђељеје средњовјековна рукописна књига из старе српске државе Босне. Вријеме настанка рукописа је датовано у почетак 14. вијека. Име је добио по писару и илуминатору јеванђеља Манојлу Грку.

Име писара четворојеванђеља откривају два маргинална записа, на листу 3р пише: 
Манојло Грк писа сие книги
.

На листу 19в је записано: 
Хлап сидише при мни егда пишах
 У стручној литератури ова се рукописна књига назива још и Мостарско по мјесту гдје је пронађено. Грчко поријекло писара четворојеванђеља показује и запис на листу 32, који садржи преведен на грчки језик почетак дјела Лукиног јеванђеља (1,26). Данас се ово српско четворојеванђеље чува се у Архиву Српске академија наука и уметности.
Манојловог четворојеванђеља је сачувано на 32 листа исписана на пергаменту уставним типом ћирилице. Рукопис је димензија 13х19 центиметара. Четворојеванђеље је значајно оштећено од пожара, па су орнаменти доста потамњели. На сачуваним дјеловима четворојеванђеља налазе се одломци из Матејевог, Марковог и Лукиног јеванђеља.
Рукопис је у цијелини подјељен на Амонијеве и опширне главе које су исписане на хоризонталним маргинама. У рукопису су сачувани и остаци литургијске подјеле према обрасцима православне цркве.

## Орнаментика
Од украсних мотива сачуване су заставице и иницијали. Прва заставица налази се на почетку јеванђеља по Марку. Заставицу образују три ромбоидна мотива везаних чворова, која су окачена о ивице оквира украшеног малим кружићима. Мотив везаних чворова веома је распрострањен у српским рукописима тога времена. Орнаменти малих кружића аутор је могао да преузме са пластике у дворовима Котроманића. Друга заставица је сачувана на почетку јеванђеља по Марку. Она је образована лозицом испуњеном флоралним орнаментима. Трећа заставица је изнад главе јеванђеља по Луки. Њу образују три реда прстенова, док је лијево палмета. Контуре прстенова црвене су док је основа окер и сивкастозелене боје. Такави орнаменти се налазе и у другим српским средњовјековним рукописима.